# Louis-Victor Marcé

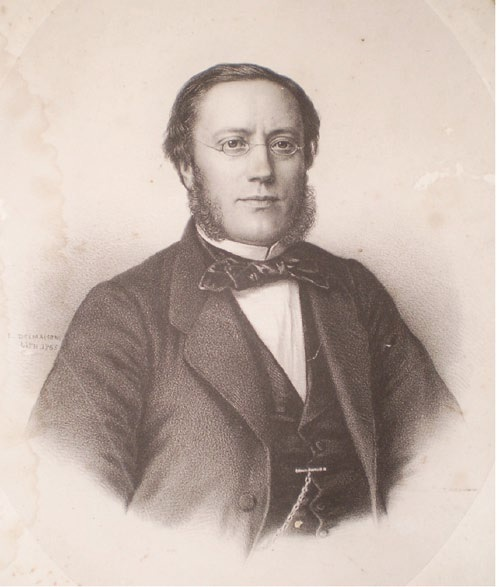
Louis-Victor Marcé

Louis-Victor Marcé (ur. 3 czerwca 1828 w Paryżu, zm. 24 sierpnia 1864 tamże) – francuski lekarz psychiatra.

## Życiorys
Studiował medycynę w Nantes i w Paryżu, w 1851 zdał egzaminy i jako intern odbywał staże u Julesa Maisonneuve, Charlesa Chassaignac i Alfreda Velpeau. W 1856 roku przedstawił rozprawę doktorską. Kolejny rok stażu odbył u Sandrasa. W 1856 roku ożenił się z Anną Pelouze, córką Eugène Pelouze. Od grudnia 1857 wykładał nerwice i choroby psychiczne, a w 1860 roku z pierwszą lokatą zdał egzamin konkursowy (concours d′agrégation) w dziedzinie medycyny. W tym samym roku zaczął pracę w Ferme Sainte-Anne a w 1861 roku objął posadę w Bicêtre. W 1864 roku z powodu depresji popełnił samobójstwo, podcinając sobie gardło brzytwą.
W jego dorobku naukowym znajdują się wczesna praca dotycząca jadłowstrętu psychicznego (Note sur une forme de délire hypocondriaque consécutive aux dyspepsies et caractérisée principalement par le refus d'aliments) i jeden z pierwszych opisów agrafii. W 1858 roku opublikował monografię dotyczącą zaburzeń psychicznych w ciąży i połogu (Traité de la folie des femmes enceintes, des nouvelles accouchées et des nourrices, et considérations médico-légales qui se rattachent à ce sujet).
W 2012 roku ukazała się biografia Marcé′a.